# Galàxies dels Ulls
Les Galàxies dels Ulls (NGC 4435 i NGC 4438, també coneguda com Arp 120 i Ulls de Markarian) són un parell de galàxies a uns 52 milions d'anys llum de distància a la constel·lació de la Verge. La parella és membre de la cadena de galàxies coneguda com a cadena Markarian.

## NGC 4435
NGC 4435 és una galàxia lenticular barrada que interactua actualment amb NGC 4438. Els estudis sobre la galàxia realitzats pel telescopi espacial Spitzer van revelar una població estel·lar relativament jove (190 milions d’anys) dins del nucli de la galàxia, que es podria originar a través de la interacció amb NGC 4438 que comprimia gasos i pols en aquesta regió, provocant un esclat estel·lar. Sembla que també té una llarga cua de marea causada possiblement per la interacció; no obstant això, altres estudis suggereixen que la cua aparent és en realitat un cirrus galàctic en primer pla dins de la Via Làctia no relacionat amb NGC 4435.

## NGC 4438
NGC 4438 és la galàxia interactiva més curiosa del cúmul de la Verge, a causa de la incertesa que envolta el mecanisme energètic que escalfa la font nuclear; aquest mecanisme energètic pot ser una regió d'starburst o un nucli galàctic actiu alimentat per un forat negre (AGN). Ambdues hipòtesis estan actualment sota investigació per part dels astrònoms.
Aquesta galàxia mostra un disc molt distorsionat, que inclou llargues cues de marea a causa de les interaccions gravitacionals amb altres galàxies del cúmul i el seu company. Les característiques esmentades expliquen per què les fonts difereixen quant a la seva classificació, definint-la com una galàxia lenticular o espiral. NGC 4438 també mostra signes d'una explosió estel·lar passada, estesa, però modesta, una considerable deficiència d'hidrogen neutre, així com un desplaçament dels components del seu medi interestel·lar: hidrogen atòmic, hidrogen molecular, pols interestel·lar, i gas calent - en la direcció de NGC 4435. Aquesta observació suggereix tant una interacció mareomotriu amb NGC 4435 com els efectes del despullament de pressió de RAM a mesura que NGC 4438 es mou a gran velocitat a través del medi intracumular de la Verge, augmentat per la trobada entre ambdues galàxies.

## Galàxies que interaccionen
Tot i que hi ha proves que suggereixen que el dany ambiental al medi interestel·lar d'NGC 4438 pot haver estat causat per una col·lisió descentrada amb NGC 4435 fa milions d’anys, un recent descobriment de diversos filaments de gas ionitzat enllaça NGC 4438 amb la gran galàxia el·líptica veïna Messier 86, [8] a més d'un descobriment de gas i pols dins de M86 que pot haver estat eliminat de NGC 4438 durant una trobada passada entre els dos. Donada l’alta densitat de galàxies al centre del cúmul de la Verge, és possible que les tres galàxies, NGC 4435, NGC 4438 i M86, hagen tingut interaccions passades.

## A la cultura popular
A la pel·lícula Interestel·lar del 2014, es pot veure "NGC 4438" juntament amb dades específiques d'observació al bloc de notes de Murphy Cooper (Jessica Chastain) durant la seqüència climàtica de la pel·lícula. Com que la presència d’un forat negre supermassiu a l'AGC d'NGC 4438 és una de les dues principals teories, la galàxia és potencialment la que accedeix el forat de cuc de la pel·lícula.